# Rio Armăsarul (Ghimbăşel)
O Rio Armăsarul é um rio da Romênia afluente do rio Valea Glăjăriei, localizado no distrito de Braşov.